# Микротренды, меняющие мир прямо сейчас
Микротренды, меняющие мир прямо сейчас ― научно-популярная книга американского предпринимателя, социолога и писателя Марка Пенна и публициста Мередит Файнман.
Это вторая книга на данную тематику, первая книга «Микротренды: небольшие силы, стоящие за завтрашними большими переменами» вышла в свет в 2007 году.

## Об авторах
Марк Пенн — бизнесмен, при этом является одним самых известных социологов и политтехнологов в мире. К нему за консультацией обращались Билл Гейтс и британский политик Тони Блэр. Входил в штаб президентской кампании Билла Клинтона, где был одним из главных стратегов. Пенн также консультировал такие индустриальные гиганты, как Ford, Verizon, Merck и McDonald’s. Является председателем Harris Poll и управляющим партнером Stagwell Group, группы компаний цифрового маркетинга. Марк Пенн в качестве эксперта принимает участие в политических телепрограммах, его статьи публикуются в The Wall Street Journal, Politico и других крупных изданиях.
Мередит Файнман — предприниматель, публицист и правозащитница. Её статьи печатают в Harvard Business Review, Forbes, Entrepreneur, Marie Claire.

## Предыстория
Десять лет назад Марк Пенн выпустил книгу «Микротренды: небольшие силы, стоящие за завтрашними большими переменами», и в ней он неожиданно точно предсказал многие тенденции, набравшие силу в последующее десятилетие. Этот успех вдохновил его повторить опыт и попытаться еще раз предсказать, куда мы будем двигаться в следующее десятилетие.

## Содержание
В книге рассказывается о 50 новых микротрендах, которые уже сейчас оказывают существенное влияние на наше будущее.
Авторы пишут, что глобальные тренды всегда возникают из совокупности множества микротрендов, которые, в свою очередь, основываются на прорывных идеях. Как узнать заранее, какая идея «сработает», а какая — нет?
Пенн и Файнман констатируют, что нужно хорошо разбираться в уже существующих потребностях, прогнозировать, что будет популярно в будущем, и знать правила формирования уже существующих микротрендов. Косметика из Южной Кореи и мужчины-домохозяйки, знакомства и браки по интернету и «письма из Африки», популяризация ЛГБТ и потеря доверия к банкам, наплыв иммигрантов и биохакинг, легализация марихуаны и увлечение дронами — вот только небольшая часть примет времени последних 10 лет.
Авторы книги сказали:

«Мы убедились в том, как сильно влияют микротренды на технологии, рекламу и образ жизни, и в том, что сегодня корпорации стремятся адаптировать свои продукты к микротренду из одного человека, то есть лично к вам. Помогая нам разобраться во всем этом, микротренды также проливают свет и на базовые конфликты, которые ложатся в основу прорывных изменений наших дней»
.

## Издание в России
Книга «Микротренды, меняющие мир прямо сейчас» была переведена на русский язык и выпущена в свет в 2019 году в издательстве «Альпина Паблишер».